# 眠り (クールベの絵画)
『眠り』（ねむり、仏: Le Sommeil, 英: The Sleepers）は、1866年にフランス写実主義の画家ギュスターヴ・クールベがキャンバスに描いたエロティック油彩画。レズビアンを描写しており『2人の友達同士』『怠惰と情欲』という名前でも知られている。フランス、パリのパリ市立プティ・パレ美術館に所蔵されている。

## 来歴
この作品が描かれた1866年はエドゥアール・マネが1865年のサロン（官展）に『オランピア』を出展し、スキャンダルになった翌年で、その騒動が作品の成立に関連している可能性がある。オスマン帝国の外交官で美術収集家のハリル・ベイ（Halil Bey）が『世界の起源』とともに購入した。
1868年にハリル・ベイのコレクションが売り立てになるとバリトン歌手で美術収集家のジャン＝バティスト・フォール が購入し、1882年からスイスの外科医オーギュスト・ルヴェルダン（Auguste Reverdin）やローザンヌの画商の所有を経て、1953年にプティ・パレの所有となった。